# Heinrich Esser
Heinrich Joseph Esser (15 de julio de 1818 - 3 de junio de 1872) fue un violinista, director de orquesta y compositor alemán.

## Biografía
Heinrich Esser nació en Mannheim. Se instruyó musicalmente con Franz Lachner, director de orquesta en la corte de Mannheim. Esser siguió a Lachner a Munich en 1836, en 1839 se trasladó a Viena con el fin de completar sus estudios con Simon Sechter.
En 1840, ejerció como director en el Teatro Nacional de Mannheim, cargo que dejó al ser nombrado director de orquesta de la sociedad de canto en Maguncia el año siguiente. Durante su estancia en Maguncia, Esser fue profesor de composición musical de Peter Cornelius. En 1847, fue nombrado director de orquesta de la Ópera Estatal de Viena, dirigiéndola temporalmente entre 1860 y 1861. También se convirtió en un miembro honorario de la Asociación Coral de Hombres de Viena en 1859 y dirigió conciertos de la Filarmónica de Viena. En el curso de sus actividades como consultor para el editor Franz Schott, Esser se puso en contacto con Richard Wagner en 1859, cuyas obras musicales Esser admiraba. A finales de 1869, Esser se jubiló y se trasladó a Salzburgo, donde murió de tuberculosis en 1872.

## Obra
Compuso óperas, 5 sinfonías, 2 suites para orquesta y numerosos lieder. Sus dos óperas más conocidas son Thomas Riquiqui politische mueren oder Heirath (op. 10, texto de Carl Gollmick, primera representación en Fráncfort del Meno, 1843) y Die zwei Prinzen (op. 15, texto de Carl Gollmick, primera representación en Munich, 1845). Sus obras se distinguieron en su época por su estilo refinado y melodioso.